# 井上房一郎
井上 房一郎（いのうえ ふさいちろう、1898年5月13日 - 1993年7月27日）は、日本の実業家。
ブルーノ・タウトの招聘や群馬交響楽団の創設などの文化活動、田中角栄の庇護者としても有名。愛称は「ふさいっちゃん」あるいは「フサさん」。

## 来歴
群馬県高崎市出身。高崎観音の建立に力を尽くした井上工業社長・井上保三郎の長男として生まれる。
旧制高崎中学校を経て、1914年に早稲田大学へ進学する。同時に河合玉堂の塾に通い、山本鼎・北原白秋・片上伸らの知遇を得る。早稲田大学はほどなく中退する。1918年に帰郷し、群馬初のレコードコンサートを開催したり、中学の同窓だった蠟山政道・住谷啓三郎と高崎新人会を結成し、吉野作造・大山郁夫を招いて講演会を開催したりした。1920年代には高崎の民芸品を販売する店を軽井沢で始め、その店に通っていた建築家のアントニン・レーモンドと親友になっている。
1923年に山本の勧めでフランスのパリに留学。絵画や彫刻を学びながらアルベルト・ジャコメッティ兄弟と親交を結び、ポール・セザンヌに傾倒する。1929年に帰国、井上工業に入社。1934年に来日したブルーノ・タウトに出会い、高崎に彼を招いて工芸品のデザインを委嘱した。2人は銀座7丁目にミラテスという店舗を開き、作品を販売した。1936年にタウトは離日し、2年後に死去する。1938年、父・保三郎が死去すると井上工業社長に就任。戦中は群馬県翼賛会壮年団長を務めた。
戦後、「物がなくても人々の心に灯を点けられる運動であり、世界の言葉でもある」音楽に着目し、戦時中に活動していた音楽挺身隊や疎開していた音楽家を集めて、高崎市民オーケストラ（現在の群馬交響楽団）を設立。指揮者に房一郎の仲人だった有島生馬の甥・山本直忠を招いた。ほかに、群馬輸出工芸協会理事長・高崎紙工取締役・高崎毛織社長・高崎生コンクリート会長などの要職を歴任。高崎市文化賞（1974年）・日本博物館協会博物館功労賞（1979年）・日本文化デザイン賞（1982年）・文化功労賞（1963年）・国井喜太郎産業工芸賞などを受賞。1992年、群馬県立近代美術館に胸像が設置された。没後、群馬県文化功績者特別表彰・高崎市功労者賞が贈られた。

## 関連資料
- 近代高崎150年の精神 高崎人物風土記 - 井上 房一郎 - 高崎新聞
- 井上房一郎 －群馬地域文化の先覚者－ 関連資料リスト (PDF)  - 群馬県立図書館 調査相談室